# Llegaron a Cordura
Llegaron a Cordura es una película estadounidense de 1959 dirigida por Robert Rossen, protagonizada por Gary Cooper, Rita Hayworth, Van Heflin, Tab Hunter, Richard Conte, Michael Callan y Dick York en los papeles principales. Basado en la novela de Glendon Swarthout. 

## Argumento
En 1916, el Ejército de los Estados Unidos realizó una incursión en territorio mexicano, buscando capturar al revolucionario Pancho Villa.
Tom Thorn (Gary Cooper) un exoficial que ha sido degradado por un cargo de cobardía en combate, forma parte de ella. Al mismo tiempo, el gobierno estadounidense realiza una campaña de reclutamiento de soldados, para incorporarlos al frente de la Primera Guerra Mundial en Europa; y otorgará la Medalla de Honor del Congreso a quienes resulten destacados en algún combate, como una forma de motivar a los posibles reclutas.
Durante un ataque a un rancho, Thorn ve la acción de cinco soldados y decide recomendarlos para recibir la condecoración, buscando de alguna manera hacer méritos frente a sus superiores. Recibe la orden de retirarlos de la expedición y llevarlos a salvo al pueblo de Cordura en Texas.
En el camino se detienen en un rancho de propiedad de Adelaide Geary (Rita Hayworth) y se enteran de que ella ha dado refugio a los hombres de Pancho Villa, por lo que deciden arrestarla, con el cargo de traición a la patria, y llevarla con ellos. Siguen su camino y comienzan a aflorar los defectos y debilidades de los supuestos héroes de guerra. La bella ranchera y el degradado oficial, se transforman en blancos de sus torcidas personalidades.
- Datos: Q2067152